# Mia Florentine Weiss

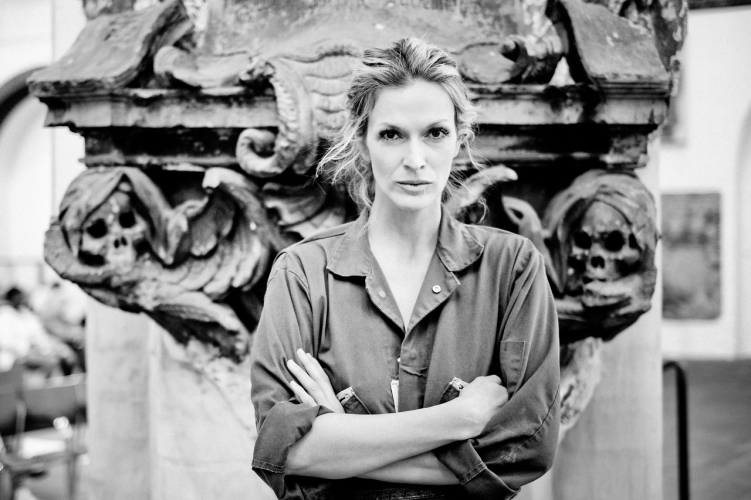
Mia Florentine Weiss, 2019

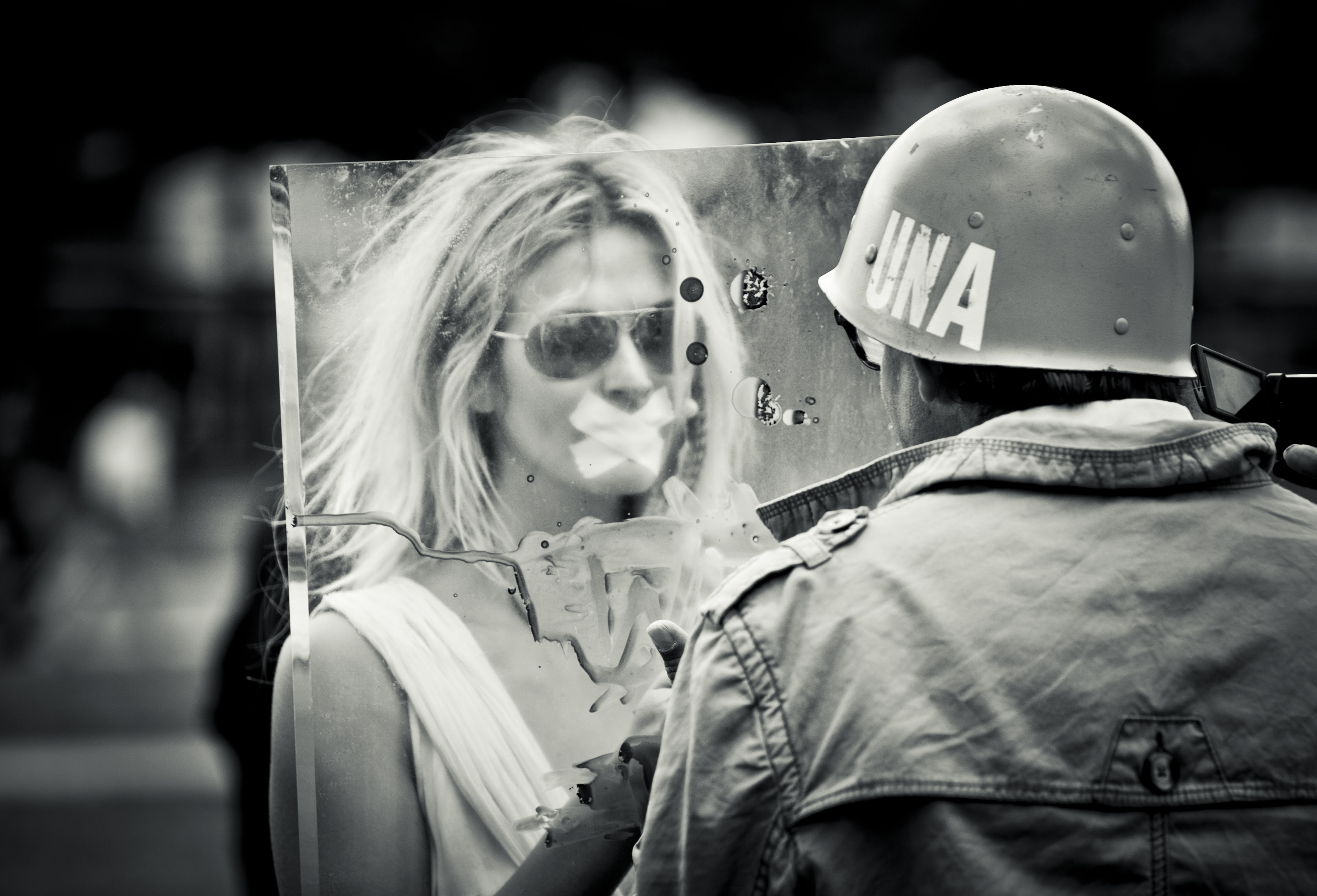
Performance von Mia Florentine Weiss mit Thierry Geoffroy (Kassel, 2013)

Mia Florentine Weiss (* 1980 in Würzburg) ist eine deutsche Konzept- und Performancekünstlerin.

## Leben

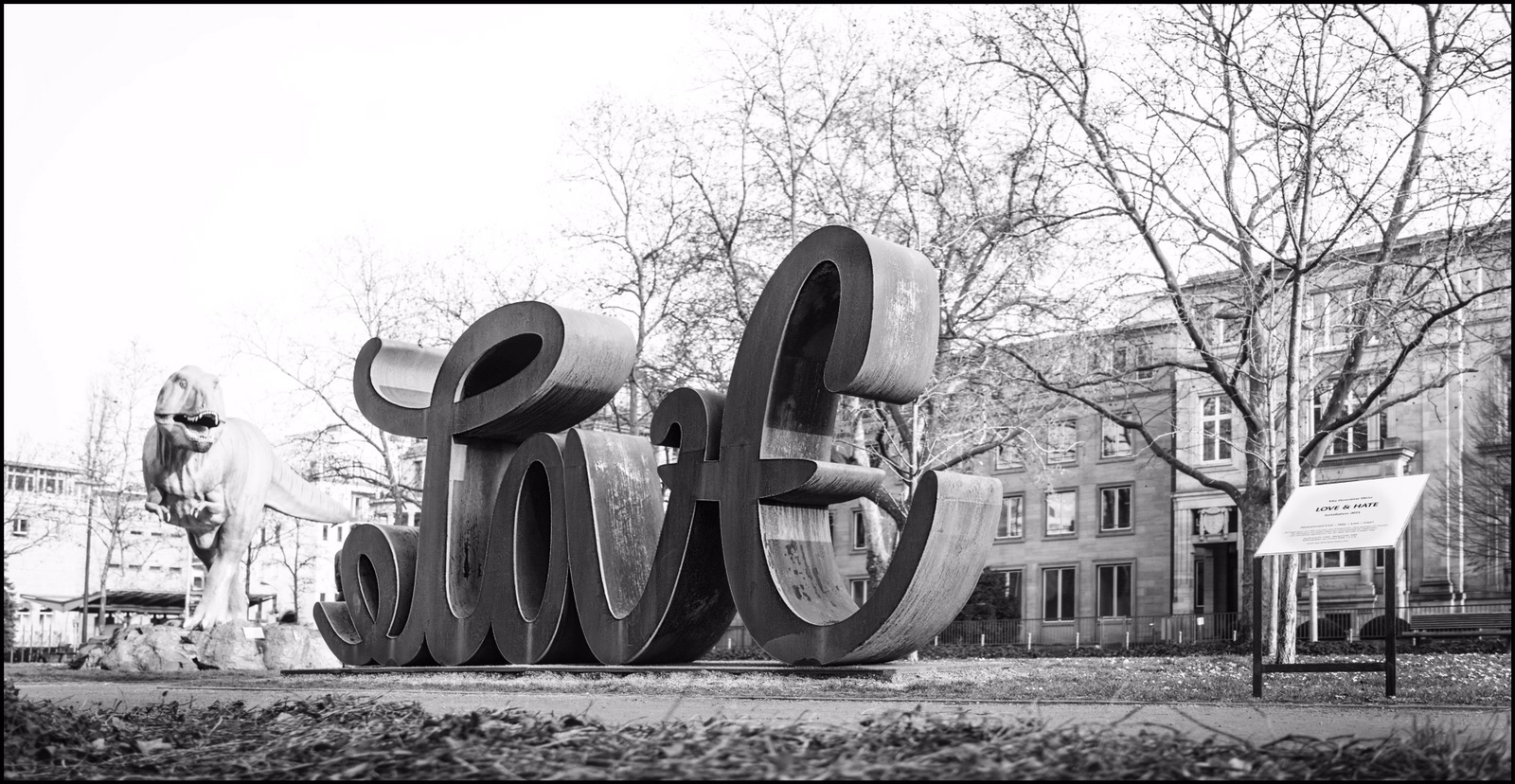
Love/Hate Skulptur der Künstlerin als permanente Installation vor dem Senckenberg Museum, Frankfurt a. M.

Ihre Kindheit und Jugend verbrachte sie in Deutschland und Russland. 1999 begann sie sich mit Objektkunst und Installationen zu beschäftigen. Weiss begann im Jahr 2000 ein Studium des Modejournalismus und der Mediakommunikation an der AMD Akademie Mode und Design in Hamburg, das sie 2004 abschloss. Danach zog sie nach Brooklyn, New York, wo sie den Poetry Readings und Method Acting widmete. Eine Performance im Jahre 2008 mit dem Stamm der Himba (Namibia) gab für sie den Anlass, sich tiefer mit den Ursprüngen des Seins auseinanderzusetzen und als ihr künstlerisches Leitmotiv eine Uterus-Utopie zu entwickeln, den sie als Ort der Geborgenheit definierte.

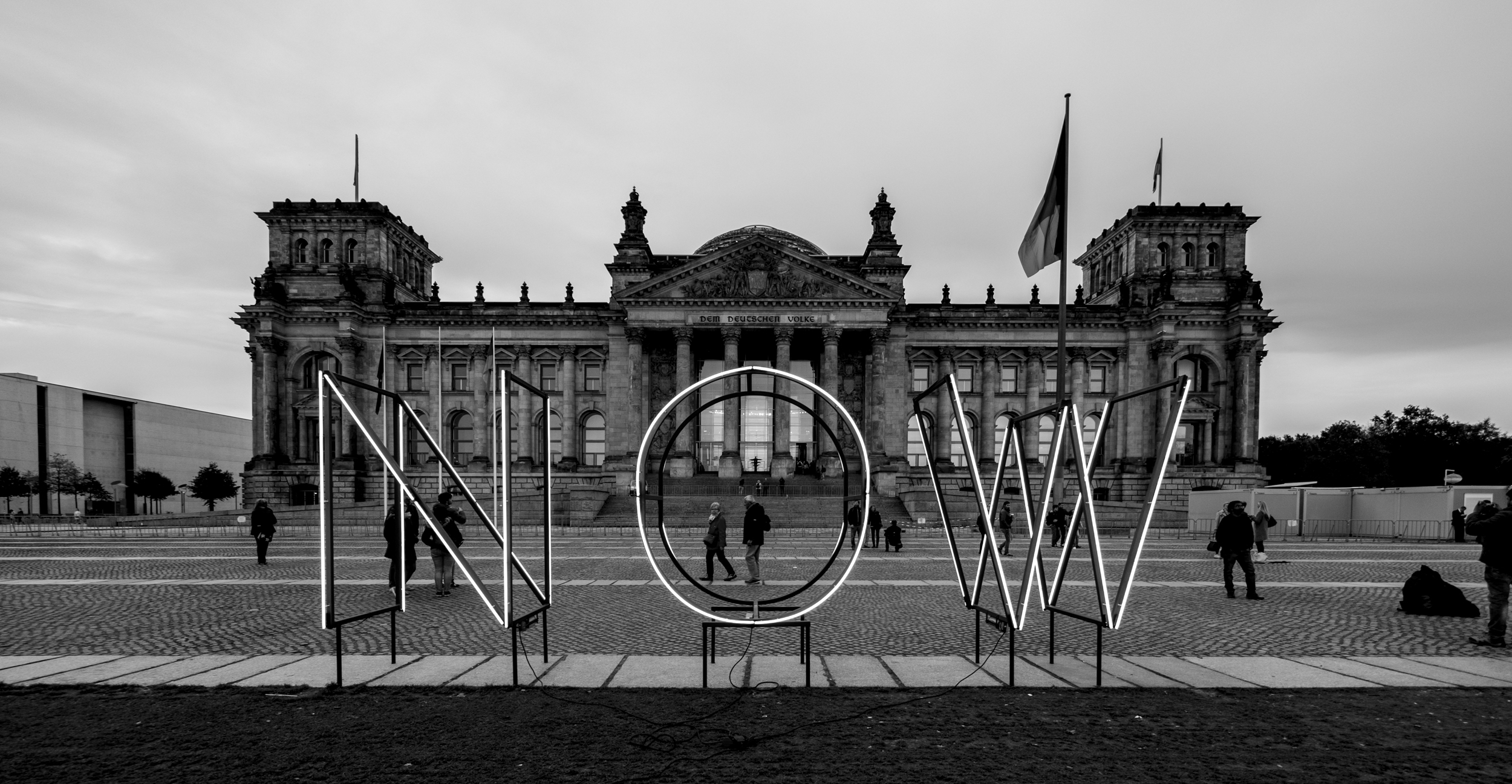
Temporäre Installation Now/Won von Mia Florentine Weiss vor dem Reichstag in Berlin, 2017.

Zurück in Deutschland, nahm sie von 2007 bis 2009 ein Schauspielstudium an der Filmschauspielschule Berlin auf. Seit 2010 pendelt Mia Florentine Weiss zwischen ihren Atelierstandorten Berlin, Frankfurt a. M. sowie Los Angeles. Am 11. November 2011 „landete“ sie während ihrer Art Angel-Performance auf dem legendären Hollywood Sign Schriftzug. Guerilla-Performances als nicht eingeladene Künstlerin auf Kunstmessen wie der Art Basel oder der Documenta folgten. Für die Sonderausstellung im Senckenberg Museum in Frankfurt a. M arbeitete sie fünf Jahre an ihrem Pegasus-Projekt. Das amerikanische Botschafterehepaar, John B. Emerson und seine Frau Kimberly holten die Pegasus-Skulptur, „eine vierhundert Kilogramm schweren Dermoplastik eines weißen Pferdes mit einer Flügelspannweite von fünf Metern“, für das Human Rights Watch Council Summit 2016 in das ehemalige Staatsratsgebäude (ESMT) nach Berlin, was während der Berlin Biennale der Öffentlichkeit zugänglich gemacht wurde, worüber The Guardian berichtete, sowie u. a. der Kestnergesellschaft und Sotheby’s Europe. Weiss’ Ambigramm LOVE/HATE als überdimensionale Stahl-Skulptur gegenüber dem Senckenberg Museum versinnbildlicht den Zusammenfall der Gegensätze (Coincidentia oppositorum) als das Faustische in der Kunst. Seit einer Live-Performance während der Art Basel Miami Beach trägt die Künstlerin ihr „two word poem“ als eingebranntes „white tattoo“ auf den Pulsadern. 2017 stellte sie zusammen mit der Kuratorin Yasha Young ihre temporäre Installation NOW/WON vor dem Reichstag in Berlin auf, die sich jetzt in der Dauerausstellung des Urban Nation – Museum of Urban Contemporary Art in Berlin befindet. Seit dem 17. Februar 2018 befanden sich am Siegestor für ein Jahr zwei fünf Meter breite und zweieinhalb Meter hohe „Love Hate“ Ambigramme aus patiniertem Stahl. Sie wurden im Vorfeld des Münchner Faust Festivals 2018 aufgestellt und von einer Einzelausstellung der Künstlerin bei Hubert Burda Media begleitet. Die Skulptur wurde anschließend vor dem Bayerischen Nationalmuseum aufgestellt. Im Vorfeld der Europawahl ging die Skulptur auf Reise durch verschiedene europäische Länder und wurde als temporäre Doppelskulptur vor dem Brandenburger Tor installiert. Ziel war es den generations- und länderübergreifenden Dialog zwischen Kultur, Politik, Bildung und Gesellschaft zu fördern.
Weiss spielte in einem Raffaello-Werbespot mit.

## Werk

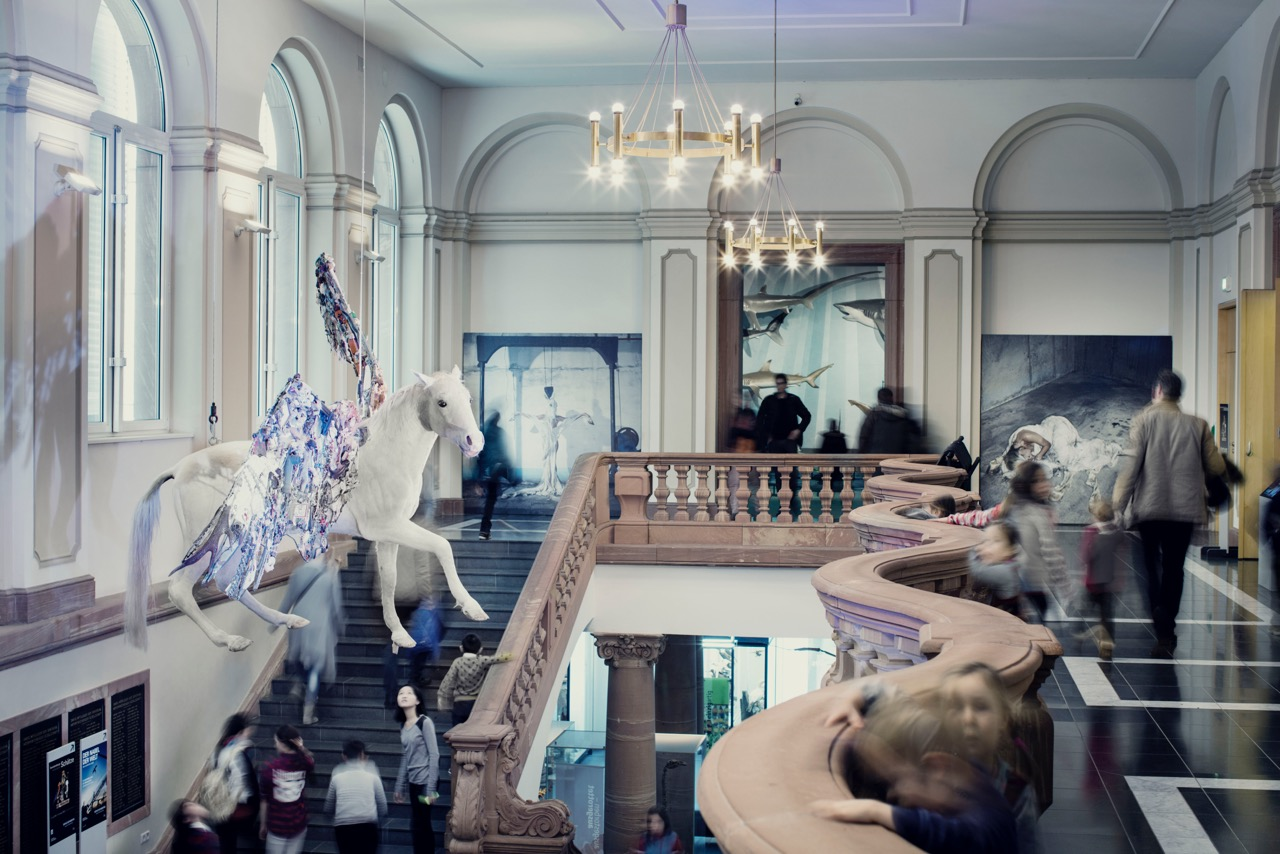
Ausstellungsansicht der Einzelschau von Mia Florentine Weiss im Senckenberg Museum, 2015.

Die philosophische Frage „What is your place of protection?“ markiert die erste Dekade des Œuvre von Weiss. Hierbei handelt es sich um die inhaltliche Auseinandersetzung mit individuellen Schutzräumen und deren Antithese, was die Künstlerin selbst als ihr Leitmotiv bezeichnet. Mehr als zehn Jahre dauert die performative Suche nach Antworten auf allen Kontinenten oft in Situationen, in denen sich Menschen außerhalb gesellschaftlicher Akzeptanz und an prekären, schutzlosen Orten befinden, wie Obdachlose und Menschen auf der Flucht; aber auch Stammesälteste in Afrika und Mönche, die sie in Klöstern in Indien, Russland oder auch in Europa befragte. Den poetischen Kern ihrer weltweiten Performances hat sie in einer multimedialen Installation mit 54 Videoarbeiten unter dem Namen Art Protector zusammengefasst.

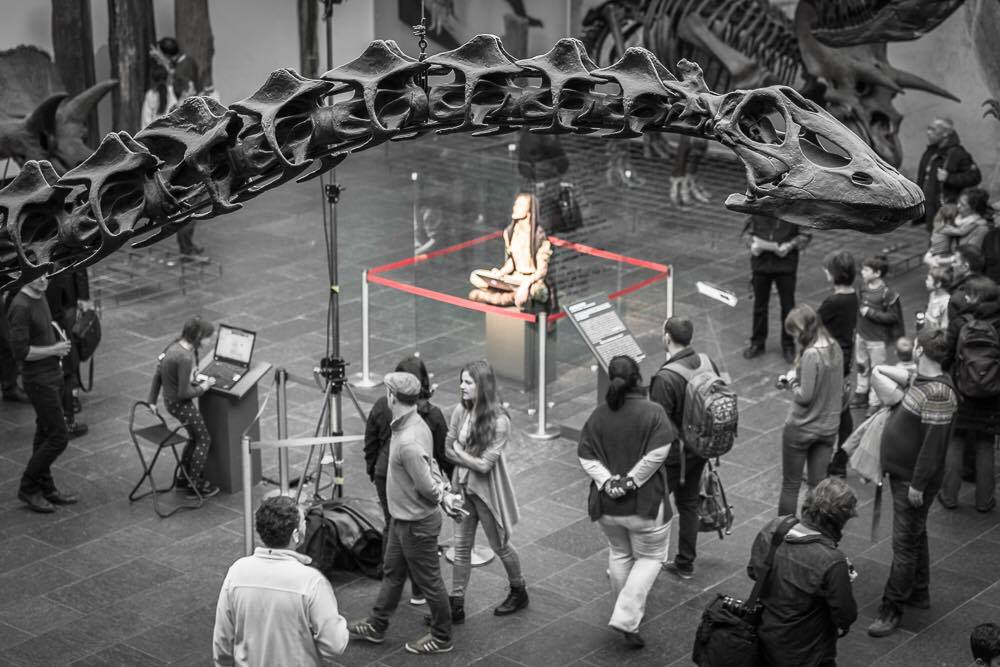
Performance von Mia Florentine Weiss im Senckenberg Museum, 2015.

Weiss stellt in zahlreichen Performances den eigenen Körper in Zusammenhänge, die für sie essentiell sind und benutzt ihre Biographie als „literarische“ Grundlage ihres Schaffens. Als erste Künstlerin stellte sie im Senckenberg Museum in Frankfurt am Main ihre Plazenta aus.
Die Performance „Muttertier“ zeigt die Künstlerin zugleich mit ihrem Baby und einer Milchpumpe im Arm in der Apotheke der Anomalien des Senckenberg Museums. Sie soll als Quelle des Lebens verstanden werden mitten in der Ambivalenz aus Sein und Nichtsein, aus Tod und neuem Leben. Weiss bezeichnet „Performance“ als „eine Momentaufnahme eines Gefühls bzw. Dialektik, die in Bilder übersetzt wird.“
Die beiden Pole von Leben und Sterben ziehen sich wie ein roter Faden durch ihr Werk. Das „Pegasus Project“ ist eine performative Reise vom Frankfurter Senckenberg Museum entlang der europäischen Grenzen mit Endstation Venedig für eine Ausstellung der Deutsch-Italienischen Kulturgesellschaft im Palazzo Albrizzi während der Biennale di Venezia 2015 in Venedig. Die Künstlerin hat eine Taxidermieskulptur eines Schimmels mit Leuchtflügeln geschaffen, das die Unschuld aber auch den Terror unserer Zeit in einem bipolaren Spannungsfeld symbolisiert. Pegasus war Anfang 2015 als „Moving Installation“ an den Rändern Europas (Titel „Edges of Europe“) zu Wasser und zu Land einer authentischen Flüchtlingsroute gefolgt, die Mia Florentine Weiss mit der Organisation Pro Asyl bereits im Vorjahr recherchiert hatte, noch bevor das Thema medial explodierte. Diesem Projekt hatte das Senckenberg Museum in Frankfurt am Main unter dem Motto „Natur trifft Kultur“ eine Einzelausstellung unter dem Titel „Der Nabel der Welt“ gewidmet.
Als Abschlussperformance mit dem Titel „Anthropocene“ hat sich die Künstlerin selbst zum Gegenstand der Ausstellung im Museum inszeniert, in dem sie als Artefakt in einer Glasvitrine zwischen längst ausgestorbenen Dinosauriern das Ende der Menschheit symbolisiert und während der Performance über digitale Verbindungen mit den Besuchern kommunizierte.
Für ihr Projekt „#LOVEUROPE“ reiste Mia Florentine Weiss über drei Jahre 75.000 Kilometer quer durch die europäischen Länder. Ziel der Tour d'Horizon war es das europäische Bewusstsein zu stärken, indem auf die kulturellen Gemeinsamkeiten statt der ethnischen Unterschiede verwiesen werden sollte. Zugleich war diese Reise ein Plädoyer für mehr Liebe als Hass, eine Denkfigur, die sich leitmotivisch durch ihr Œuvre zieht. Das einende Element Europas sieht sie in der Darstellung der Kreuzes, eines künstlerischen Kreuzweges, verwirklicht, welches sie erstmals im Herbst 2019 in ihrer raumübergreifenden Kunstinstallation „KREUZ WEG“ in Museum der Berliner Nikolaikirche in Form eines monumentalen liegenden, begehbaren Kreuzes umgesetzt hat. Es entstand anlässlich der Hundertjahrfeier des Friedensvertrages von Trianon. Es reflektiert hierbei die, einem Kreuzweg gleichkommende, steinige Wandlung Europas von einem Europa der Nationen, wo jeder Staat mit Gott im Recht in den Krieg zog zu einem Europa der Einheit. Das Kreuz ist in seinem Inneren begehbar. Es besteht aus zehn Tonnen Stahl und Stofftunneln. Mit seinen 40 Metern in der Länge und 20 Metern in der Breite füllte es das gesamte Mittelschiff des Kirchenbaus aus. Hierbei wurde es symbolträchtig gebettet auf der Erde und den Steinen, die aus den 47 bereisten Ländern Europas von der Künstlerin mitgebracht wurde. Die Einzelausstellung von Mia Florentine Weiss in der Nikolaikirche des Stadtmuseum Berlin reiht sich in einer Reihe an Soloschauen in dem Hause ein, darunter z. B. Chiharu Shiota, die zeitgenössische Frage der Gegenwart durch einen christlichen Bezugspunkt behandelt. Gefördert wurde die Ausstellung durch den Hauptstadtkulturfonds. Während des deutschen Vorsitzes im Rat der Europäischen Union 2020 wurde ihre „Love Hate“ Skulptur im Rahmen ihres Projektes #fromBrusselswithLove in Berlin, Prag und auch in Brüssel vor dem europäischen Parlament aufgestellt, wie die Tagesthemen anlässlich von Angela Merkels Rede zur Übernahme des Ratsvorsitzes berichteten. Künstlerisches Anliegen ist es auf die Bedeutung des Friedens und der Notwendigkeit der Liebe in einer Zeit der politischen Spaltung und Hasses zu verweisen. Die Performance findet mit Unterstützung des Auswärtigen Amtes und der Senatskanzlei Berlin statt. 2021 wurde die Skulptur am Farragut Square in Washington, D.C. installiert und von der Botschafterin Emily Haber enthüllt. Im selben Jahr zum Valentinstag lancierten die Königliche Porzellan-Manufaktur Berlin und Mia Florentine Weiss einen limitierten To-go Becher aus Porzellan.